# Living Proof (Robert Lamm)
Living proof is het zevende muziekalbum van Robert Lamm. Het album bevat muziek dat in het verlengde ligt van eerdere soloalbums en het latere werk van Chicago, Lamms band. Opvallende gastmusicus is Trend Gardner van Magellan, die zelf veel steviger muziek maakt dan Lamm ooit heeft uitgevoerd.
Out of the blue is een kleine hommage aan twee vrienden van Lamm, die al eerder het leven lieten: Terry Kath van Chicago en Carl Wilson van The Beach Boys. De muziek op Living proof is een mengeling van liedjes, die Lamm toen eindelijk kon voltooien en liedjes die grotendeels via internet tot stand kwamen.

## Musici
- Robert Lamm – toetsinstrumenten, elektronische drums, basgitaar
- Hank Linderman – gitaar, achtergrondzang
- Zosia Karbowiak – zang, opnametechnicus
- Trent Gardner – toetsinstrumenten, trombone, achtergrondzang

Met
- Robert Berry – basgitaar, slagwerk
- Jason Scheff – achtergrondzang
- Drew Hester – slagwerk
- John van Eps – alles op On the euquinox (remix)
- Jeff Holmes – trompet

## Muziek
| Nr. | Titel                               | Duur |
| --- | ----------------------------------- | ---- |
| 1.  | Out of the blue (Gardner, Lamm)     | 3:32 |
| 2.  | Arise (storm) (Karbowiak, Lamm)     | 4:01 |
| 3.  | 4 Bells (Lamm)                      | 2:58 |
| 4.  | On the equinox (Lamm)               | 3:04 |
| 5.  | Those crazy things (Kabowiak, lamm) | 3:08 |
| 6.  | Keep the faith (Linderman, Lamm)    | 3:32 |
| 7.  | Living proof (Gardner, Lamm)        | 4:20 |
| 8.  | I confess (Linderman, Lamm)         | 3:41 |
| 9.  | Liquid sky (Karbowiak, Lamm)        | 4:36 |
| 10. | On the equinox (remix) (Lamm)       | 3:52 |